# El delator
El delator (The Informer) es una película estadounidense de 1935 dirigida por John Ford. 
Está ambientada en la guerra civil irlandesa de 1922. El guion, escrito por Dudley Nichols, está basado en la novela homónima de su primo irlandés Liam O'Flaherty, quien participó activamente en la lucha por la independencia de Irlanda. La película ganó 4 premios Óscar en 1936: Mejor actor (Victor McLaglen), mejor dirección (John Ford),  al mejor guion (Dudley Nichols) y mejor música para Max Steiner. 
El delator es una historia circular, un relato oscuro que intercambia los papeles de los personajes con cada soplo de niebla en Dublín y su protagonista, Gypo Nolan definido por su novia Katie como un "pobre hombre ciego", acabará viendo destapada su mentira por otro pobre hombre ciego. Construye una película marcada ideológicamente por su postura ante la realidad política en la isla ("un traidor puede destruir un ejército") y el catolicismo ("para un delator es fácil jurar en nombre de Dios", "te digo que es el diablo"), realizando una metáfora por la cual un rebelde irlandés es el Mesías de la nación oprimida, y su amigo Gypo es el reflejo del famoso traidor bíblico. Y como marca de la casa, el director recurre a objetos comunes para convertirlos en símbolos que marcan el curso de la película.